# كأس روفرز
كأس روفرز كانت بطولة كرة قدم أقيمت في الهند . بدأت من قبل عشاق كرة القدم البريطانيين في بومباي عام 1891. كان فوج ورسستر الأول هو الفائز في العام الافتتاحي. وكانت آخر مرة عقدت هذه البطولة في 2000  –  موسم 2001، عندما فاز موهون باغان على نادي تشرشل براذرز الرياضي من غوا  –  في المباراة النهائية. يبذل اتحاد غرب الهند لكرة القدم جهودًا لإحياء البطولة.

## أداء الفرق الهندية
بين الأندية الهندية، موهون باغان كان أول واحد للمشاركة في هذه البطولة في عام 1923، عندما خسر في المباراة النهائية لدورهام المشاة الخفيفة من  –  الهامش. كان أول فريق هندي يفوز بهذه البطولة هو فريق بنغالور المسلمين عام 1937.

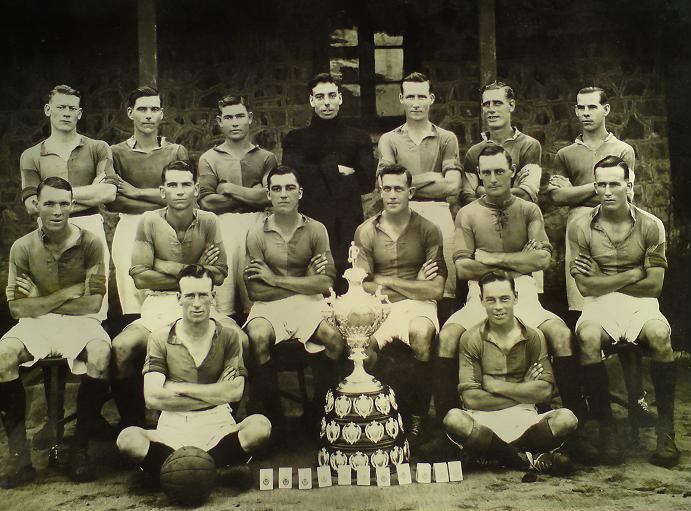
فوز فريق بتلن ميدلسكس الثاني بكأس روفرز عام 1926

الإحصائيات: الفرق التي حققت فوزين على الأقل (بما في ذلك الانتصارات المشتركة) 
| # | النادي                | يفوز | آخر فوز | الوصيف | الوصيف الأخير |
| - | --------------------- | ---- | ------- | ------ | ------------- |
| 1 | موهون باجان إيه سي    | 14   | 2000-01 | 10     | 1987          |
| 2 | نادي البنغال الشرقي   | 10   | 1994    | 4      | 1988          |
| 3 | شرطة حيدر أباد        | 9    | 1963    | 1      | 1943          |
| 4 | نادي المحمدان الرياضي | 6    | 1987    | 9      | 1991          |
| 5 | ديمبو إس سي           | 4    | 1986    | 1      | 1989          |
| 6 | مسلمو بنغالور         | 3    | 1948    | 2      | 1953          |
| 7 | نادي سالغاوكار        | 3    | 1999    | 1      | 1985          |

## روابط خارجية
- الهند - قائمة نهائيات كأس روفرز ،